# Nil-Élie Larivière
Nil-Élie Larivière (né le 11 juillet 1899 à Bonfield, mort le 3 mai 1969 à Macamic) est un commerçant et un homme politique québécois. Il a été député de Témiscamingue à l'Assemblée législative du Québec de 1935 à 1939 et de 1944 à 1952.

## Biographie
Nil-Élie Larivière est le fils d'Odéric Larivière, cultivateur, et d'Alma Perron. Sa jeunesse se passe à Bonfield, dans le nord de l'Ontario. En 1925, il s'installe à Rouyn. En 1926, il est conseiller municipal de Rouyn. Il épouse Louise-Irène Smith le 19 mai 1927 à Bonfield. Il est propriétaire à Rouyn d'un garage (Doyon et Larivière, 1927), d'un poste d'essence (1931) et d'un commerce d'accessoires d'automobile (Larivière et frères ltée), dont il est président jusqu'à son décès. Il est président du journal La Frontière de Rouyn. 
Lors de l'élection générale québécoise de 1935, Larivière est candidat de l'Action libérale nationale et est élu député du district électoral de Témiscamingue à l'Assemblée législative du Québec. Lors de l'élection générale de 1936, il est réélu en tant que député de l'Union nationale. Lors de l'élection générale de 1939, il est défait par le candidat du Parti libéral. Larivière est de nouveau élu pour l'Union nationale lors de l'élection générale de 1944 et réélu lors de celle de 1948. Lors de l'élection générale de 1952, il est défait par le candidat du Parti libéral.
Il est inhumé dans le cimetière de Rouyn le 6 mai 1969.